# Hylyphantes graminicola
Hylyphantes graminicola là một loài nhện trong họ Linyphiidae. Chúng được miêu tả năm 1830 bởi Sundevall.